# Росіяни в Чернівецькій області
Росіяни у Чернівецькій області  — російська етнічна меншина, яка проживає на території Чернівецької області. Загальна чисельність діаспори (згідно з даними перепису) становить 37 881 осіб (4,12% населення області), більшість яких проживає у містах Чернівці, Новодністровськ та Сокирянському районі області.

## Історія
Перші російські поселенці з'явились на території регіону у XVIII столітті. В основному це були росіяни-старообрядці, що переселилися сюди, рятуючись від церковної реформи Никона. Вони заснували ряд поселень, зокрема, села Біла Криниця в Глибоцькому районі, Липовани у Вижницькому районі, Грубна та Білоусівка в Сокирянському районі та інші. У 1786 році на Буковині проживало 83 липованських сімей, близько 400 осіб. З них в Соколинцях — 27 сімей, у Клімауцах — 26, у Білій Криниці — 30. В кінці XIX століття на цій території вже проживало близько 2 400 липован попівського напрямку.
Друга група російських поселенців з'явилась на території краю після приєднання цих територій до складу УРСР. Вони прибували для роботи на великих підприємствах, що розташовувалися у найбільших містах області. Таким чином найбільші російські громади з'явились у містах Чернівці (11,3% населення міста), Новодністровськ (10,2% населення міста) та Сокирянському районі (6,2% населення району) області.

## Розселення
Більшість росіян проживає у містах Чернівці, Новодністровськ та Сокирянському районі області, зокрема у селах Біла Криниця та Грубна.
Динаміка чисельності росіян у Чернівецькій області за даними переписів населення:
- 1959 — 51268 (6,6%)
- 1970 — 53364 (6,3%)
- 1989 — 63066 (6,7%)
- 2001 — 37881 (4,1%)

## Мова
| Рідна мова      | Кількість росіян | %     |
| --------------- | ---------------- | ----- |
| Російська мова  | 34 653           | 91,48 |
| Українська мова | 3 071            | 8,11  |
| Інша            | 35               | 0,09  |

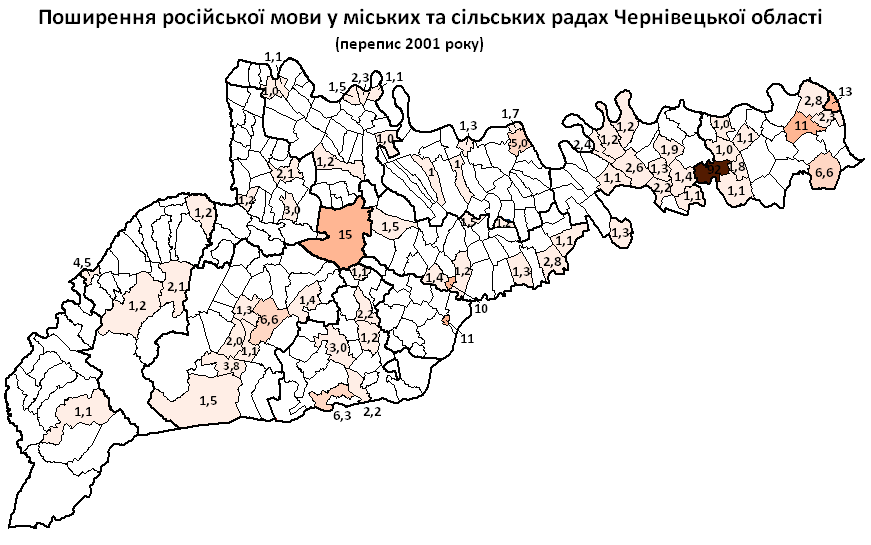
Поширення російської мови як рідної у міських та сільських радах Чернівецької області

Населені пункти з найвищою часткою населення, що вказало рідною мовою російську за переписом 2001 р.
| с. Грубна          | 91,53% |
| с. Біла Криниця    | 76,33% |
| с. Липовани        | 34,64% |
| м. Чернівці        | 15,27% |
| м. Новодністровськ | 13,37% |
| с. Білоусівка      | 10,93% |
| м. Герца           | 10,89% |
| м. Новоселиця      | 10,07% |
|                    |        |

У період з 2012/13 по 2016/17 навчальний рік у Чернівецькій області частка учнів, які здобували загальну середню освіту в класах із викладанням російською мовою, коливалася в районі 0,31—0,37 %. За даними Державної служби статистики України станом на 2021/22 навчальний рік у Чернівецькій області загальну середню освіту в класах із російською мовою викладання отримував 161 учень (0,15 % учнів в області). Станом на 2022/23 навчальний рік у Чернівецькій області не було жодного класу з російською мовою викладання.

## Релігія
Головний релігійний центр липован — село Біла Криниця (рум. Fontana Alba). Поруч з ним на румунській території знаходилися липованські села Клімауць і Соколинці, де проживали липовани. У селі Соколинці (зараз — Липовани) росіяни оселилися у 1724 році. У 1785 році в лісі липовани побудували монастир, який у 1791 році був перенесений до Білої Криниці. Біля монастиря був посаджений великий сад, відомий під назвою Дунін сад, пізніше описаний в романі «У лісах» Мельниковим-Печерським.
З 1840-х років Буковина і Біла Криниця стали найважливішими центрами російської старообрядницької діаспори і взагалі старовірів. У Білокриницькому монастирі була відновлена старообрядницька іерахія: створена старообрядницька архієрейська кафедра, перетворена потім в митрополію, а незабаром після цього виникли і зарубіжні єпархії, підлеглі Білокриницької ієрархії.

## Громадські організації
В області діє Чернівецьке обласне громадське об'єднання «Руська Громада Буковини», яке було створено в 1993 році (ініціатори В. М. Довгешко, А. А. Федоров, М. М. Воробйов і В. І. Ляшенко). Обласну Раду Громади, з дня її заснування, очолює Олександр Федоров. У 1997 році російська Громада Буковини ввійшла до складу Конгресу Російських Громад Західних областей України з центром у Львові, в якому сьогодні перебувають громади Львівської, Івано-Франківської, Волинської, Рівненської та Чернівецької областей.